# Leighton Aspell
Leighton Aspell (ur. 12 czerwca 1976 w Dublinie) – irlandzki dżokej. 

## Kariera sportowa
Wygrał między innymi Champion Four Year Old Hurdle dosiadając konia United, dwa wyścigi Welsh Grand National w 2014 na grzbiecie Pineau de Re oraz w 2015 wyścig Grand National, dosiadając wałacha Many Clouds.